# Jean Becquet
Pour les articles homonymes, voir Becquet.
Jean Becquet, né le 25 octobre 1917 à Camon dans le département de la Somme et mort le 14 août 2003 à Ligugé dans le département de la Vienne, est un moine bénédictin et historien français.
Moine de l'abbaye de Ligugé et spécialiste de l'histoire des ordres religieux — en particulier celui de Grandmont — des chanoines ainsi que du Limousin, il dirige pendant une vingtaine d'années la Revue Mabillon.

## Biographie

### Bénédictin
Jean Becquet est né le 25 octobre 1917 à Camon dans le département de la Somme,. Il est l'aîné de quatre enfants. Son père travaille dans l'extraction du charbon à Hénin-Liétard.
Il obtient une licence de lettres classiques, enseigne au collège des jésuites de Lille, puis devient moine bénédictin à l'abbaye de Ligugé en 1943. Il est ordonné prêtre en 1948,,.
Il reprend ensuite ses études à l'Institut catholique de Paris et à l'École pratique des hautes études. Il obtient le diplôme de l'École pratique des hautes études en 1951, en soutenant un mémoire dirigé par Gabriel Le Bras et consacré à l'ordre de Grandmont au Moyen Âge. Puis il revient dans son abbaye de Ligugé,,. Moine à Ligugé et artisan émailleur, il fait partie des quelques historiens reconnus de sa génération qui ne sont pas universitaires.

### Historien
Jean Becquet est l'auteur de nombreux travaux d'histoire religieuse, sur le Limousin, l'ordre de Grandmont, les chanoines et les ermites. 
En 1965, il publie une étude et un recueil de chartes de l'abbaye Notre-Dame d'Hénin-Liétard, fondation canoniale du XIe siècle, qui existe jusqu'à la Révolution française,,,. Il consacre de nombreux articles aux chanoines, surtout ceux du Limousin. Une sélection de ces articles est réunie dans un volume publié en 1985, sous le titre Vie canoniale en France. Il est alors le principal spécialiste de l'ordre de Grandmont,, dont il publie les textes des XIIe et XIIIe siècles en 1968. Ses travaux sur l'ordre de Grandmont sont repris dans un recueil. Il publie également les actes des évêques de Limoges des origines à la fin du XIIe siècle, soit 170 actes épiscopaux,,.
En 1999, la liste bibliographique de ses publications comprend 200 titres, essentiellement des articles,. Ses publications initient des recherches nouvelles qui renouvellent l'historiographie de l'ordre de Grandmont et des chanoines médiévaux.

### Directeur de laRevue Mabillon
De 1966, à 1989, Jean Becquet dirige la Revue Mabillon, consacrée à l'histoire monastique et publiée par les moines de l'abbaye de Ligugé,. La publication de cette revue, y compris dans ses aspects matériels, repose essentiellement sur son travail. Il y insère à partir de 1970 une série d'études, intitulée Abbayes et prieurés, qui est une continuation d'une série du même nom publiée de 1905 à 1941 par les bénédictins mais interrompue depuis. Il s'agit de répertoires des abbayes et prieurés par diocèse. Jean Becquet a ainsi publié dans la Revue Mabillon des séries consacrées aux établissements religieux des diocèses d'Arras, d'Amiens, de Soissons, de Beauvais et de Reims,.
En 1988, la santé de Jean Becquet se dégrade et il annonce en 1989 qu'il ne peut plus publier la Revue Mabillon, qui manque alors de disparaître,. En 1990, une réorganisation la fait passer sous la responsabilité d'une association, la société Mabillon, et les éditions Brepols en reprennent la publication. Jean Becquet en laisse la direction à André Vauchez, mais reste présent dans les instances de la revue, qui demeure dans une continuité éditoriale.
À la fois moine et érudit, Jean Becquet s'inscrit dans la tradition des bénédictins mauristes. Il meurt le 14 août 2003 à Ligugé,, « sans doute victime […] de l'affreuse canicule qui aura marqué cet été ».

## Principales publications

### Ouvrages personnels
- L'abbaye d'Hénin-Liétard. Introduction historique, chartes et documents (XIIe – XVIe siècle), Paris, Lethielleux, coll. « Bibliothèque d'histoire et d'archéologie chrétiennes », 1965, 144 p.[7],[8],[9],[10].
- Scriptores Ordinis Grandimontensis, Turnhout, Brepols, coll. « Corpus christianorum, Continuatio mediaevalis » (no 8), 1968, 628 p.[13].
- Vie canoniale en France aux Xe – XIIe siècles, Londres, Variorum Reprints, coll. « Collected Studies Series », 1985, 292 p. (ISBN 978-0-86078-168-4, lire en ligne)[11].
- Province ecclésiastique de Cambrai. Diocèse actuels de Cambrai et Lille, Paris-Turnhout, Brepols, coll. « Abbayes et Prieurés de l'ancienne France. Recueil historique des archevêchés, évêchés, abbayes et prieurés de France », 1994, 80 p.[23].
- Études grandmontaines, Ussel, Musée du Pays d'Ussel, coll. « Mémoires et documents sur le Bas-Limousin », 1998, 317 p. (ISBN 978-2-903920-26-5).
- Actes des évêques de Limoges : Des origines à 1197, Paris, CNRS éditions, coll. « Documents, études et répertoires de l'Institut de Recherche et d'Histoire des Textes » (no 56), 1999, 237 p. (lire en ligne)[15],[16],[17].

### Ouvrages collectifs
- Jean Becquet et Louis Hambis (traduction et annotation), Jean de Plan Carpin. Histoire des Mongols : Historia Mongalorum, Paris, Adrien Maisonneuve, 1965, 208 p.[24].
- Jean Becquet, Jacques Merlet et Maurice Girault, Histoire de Ligugé à trois voix : de 1789 à nos jours, Ligugé, Aubin, 2000, 350 p. (ISBN 978-2-9516064-0-1).
- Jacques Verger, Jean-Loup Lemaitre et Jean Becquet, Le nécrologe du prieuré de l'Artige, Paris, Académie des inscriptions et belles lettres, coll. « Recueil des Historiens de la France : Obituaires. Nouvelle Série » (no 24), 2021, 238 p. (ISBN 978-2-87754-409-2).